# Aldo Tommasini
Aldo Tommasini (Novara, 25 settembre 1953) è un ex cestista italiano.

## Carriera
Ha giocato in Serie A1 nel 1975-76 nella Virtus Bologna e Serie A2 dal 1976 al 1977 nel Basket Mestre. Nel novembre 1977 è costretto a ritirarsi a causa di un problema cardiaco.

## Palmarès
- Campionato italiano: 1

Virtus Bologna: 1975-76